# John Svanberg
John Svanberg (Johan Frithiof Isidor Svanberg, 1 de mayo de 1881 - 11 de septiembre de 1957) fue un atleta sueco que compitió principalmente en las pruebas de larga distancia.
Él compitió para Suecia en los Juegos Olímpicos intercalados en 1906 en Atenas, Grecia, en las 5 millas, donde ocupó el segundo lugar. Él siguió esto,  para quedar segundo en la maratón.
Dos años más tarde compitió en los Juegos Olímpicos de Londres 1908, Gran Bretaña, en las 5 millas, donde quedó en tercer lugar, y en la Maratón, en la que terminó en el octavo lugar.